# Zufallstext

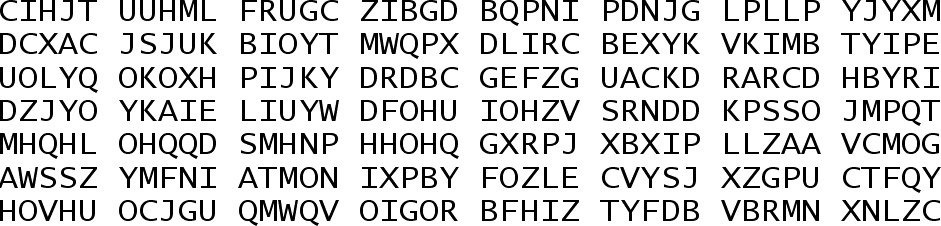
Beispiel eines Zufallstextes aus Großbuchstaben (hier gruppiert in Fünfergruppen)

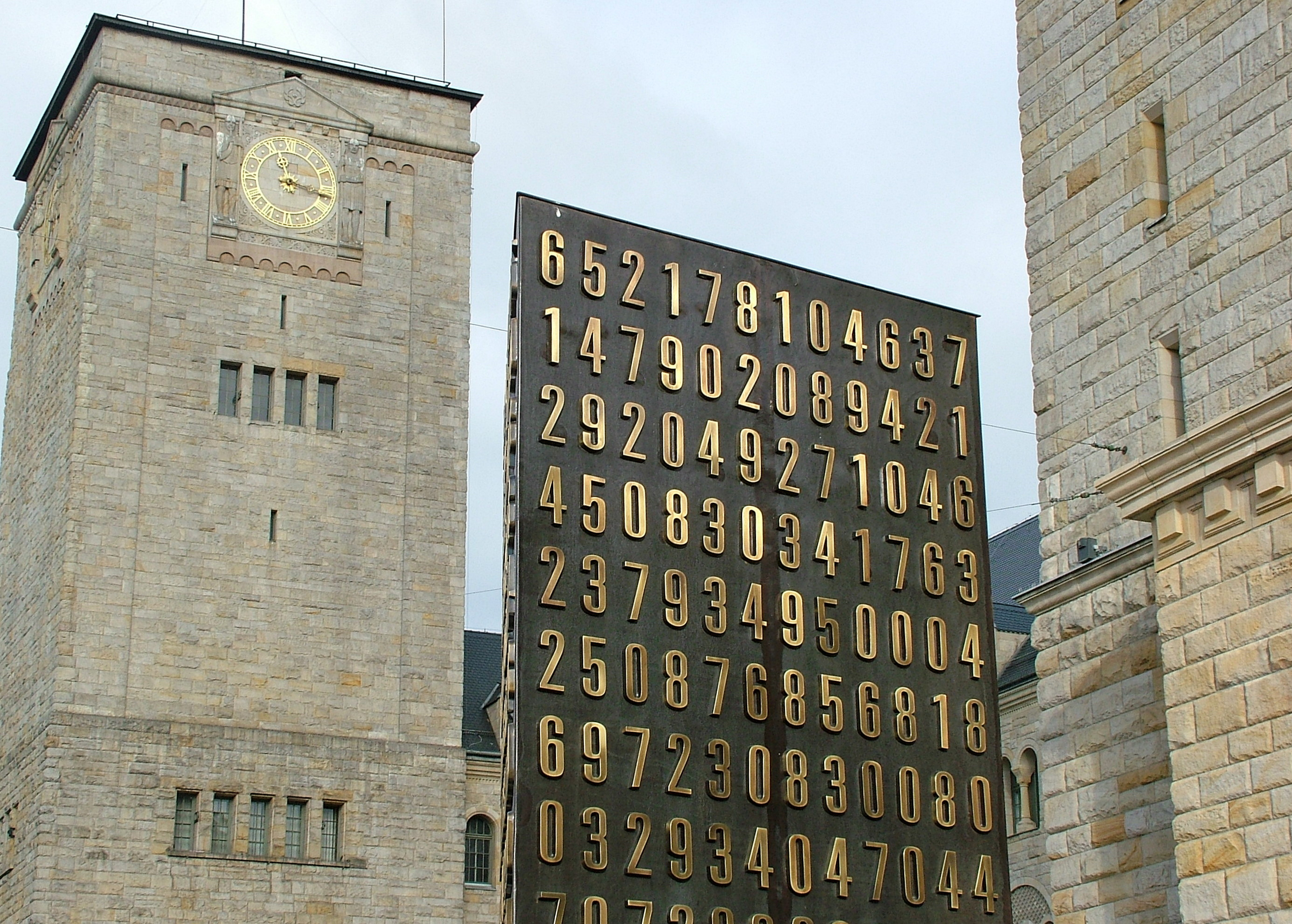
Das Kryptologen-Denkmal vor dem Residenzschloss Posen zeigt Zufallstexte aus Ziffern.

Als Zufallstext wird speziell in der Kryptologie ein Text bezeichnet, in dem alle Zeichen (zumeist nur Buchstaben, gelegentlich auch Zahlen) „möglichst zufällig verwürfelt“, also unabhängig voneinander und mit gleicher Wahrscheinlichkeit auftreten. Idealerweise sollten stark verschlüsselte Texte, also „gute“ Geheimtexte, von Zufallstexten nicht zu unterscheiden sein, um die Kryptanalyse und den Bruch (Entzifferung) zu erschweren.
Ausgehend von den gewohnten 26 Großbuchstaben des lateinischen Alphabets enthält ein idealer Zufallstext (großer Länge) im Mittel alle Buchstaben mit gleicher Häufigkeit. Bei Verwendung von 26 unterschiedlichen Buchstaben (A bis Z) tritt im Mittel somit jeder Buchstabe mit 1/26 oder 3,85 % auf. Für Zufallstexte ist die Entropie („Unordnung“) maximal und berechnet sich zu 4,7 Bit/Zeichen.
Das zur perfekten Substitutionsverschlüsselung benutzte One-Time-Pad (OTP) basiert auf Zufallstexten (aus Buchstaben oder Ziffern).
Das zu Ehren der drei polnischen Kryptoanalytiker Marian Rejewski (1905–1980), Jerzy Różycki (1909–1942) und Henryk Zygalski (1908–1978) sowie ihrer Leistung beim Bruch der deutschen Rotor-Schlüsselmaschine Enigma in Posen errichtete Kryptologen-Denkmal zeigt Zufallstexte aus Ziffern.